# ری هانکین
ری هانکین (انگلیسی: Ray Hankin؛ زادهٔ ۲۱ فوریهٔ ۱۹۵۶) بازیکن فوتبال  اهل انگلستان است.
از باشگاه‌هایی که در آن بازی کرده‌است می‌توان به باشگاه فوتبال میدلزبرو، باشگاه فوتبال آرسنال، باشگاه فوتبال برنلی، باشگاه فوتبال شامروک روورز، باشگاه فوتبال ولورهمپتون واندررز، باشگاه فوتبال لیدز یونایتد، و باشگاه فوتبال پیتربورو یونایتد اشاره کرد.
وی همچنین در تیم‌های ملی فوتبال زیر ۲۳ سال انگلستان بازی کرده‌است.